# Guiterne

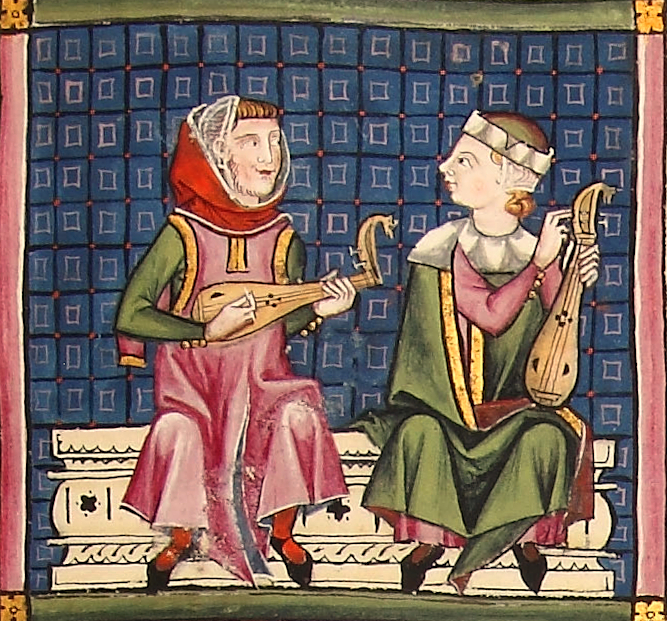
Guiternes nelle Cantigas de Santa María, intorno al 1280 d.C.

La quinterna, in francese guiterne, era uno strumento musicale medievale a corde pizzicate. Il nome deriva dal latino "quinque" = cinque e dal persiano "tar" = corda. Veniva suonata tramite un plettro che serviva a pizzicare le corde di budello. Aveva la cassa armonica a forma di mezza pera, abbastanza somigliante a quella di un mandolino, e sia la cassa che il manico erano realizzati da un unico pezzo di legno.
La guiterne originariamente aveva cinque corde anche se sono pervenuti esemplari diversi anche a cinque corde doppie oppure a 3 o 4 corde.
Da notare che i primi liuti arabi (giunti in Italia nel medioevo) erano montati con sole 4 corde di fili di seta da qui la parola "chahar" quattro e "tar" corde da cui la parola araba qîtâra dalla quale derivano poi quinterna kithára, guiterne, citola e chitarra.
Le prime immagini della quinterna si trovano nelle illuminazioni di manoscritti del XIII secolo, come, per esempio, un manoscritto francese dell'Etica di Aristotele scritto tra il 1220 e il 1240. Essa è stato uno strumento popolare nel corso del XIV secolo, ed è menzionata da Guillaume de Machaut ne La prise d'Alexandrie « Liuti, moraches e guiterne / erano suonati nelle taverne ». Rimase in uso fino agli inizi del XVI secolo, quando venne sostituita dalla chitarra. La denominazione "guiterne" è discussa oggigiorno ma sembra fosse abbastanza precisa all'epoca. Durante il suo declino, questo termine designava ogni strumento a corde pizzicate diverso dal liuto, e nel rinascimento, dal 1530 al 1600, i termini "guiterne" e "chitarra" (guitare in francese) erano intercambiabili.